# 保达尔库
保达尔库是巴西托坎廷斯州的一个市镇。总面积1308.29平方公里，总人口4767人，人口密度3.6人/平方公里。